# Buřníček žlutonohý
Buřníček žlutonohý (Oceanites oceanicus), dříve buřňáček Wilsonův, je malý mořský pták z čeledi Oceanitidae a řádu trubkonosých (Procellariiformes). Jedná se o jednoho z nejpočetnějších ptáků s odhadovanou populací mezi 12–30, případně až 50 miliony jedinci. Hnízdí na nezaledněném povrchu v antarktické a subantarktické oblasti (zhruba od listopadu do května), na antarktickou zimu se stahuje do mírného, subtropického i tropického podnebného pásu obou polokoulí, zejména do Atlantiku a Indického oceánu; v Tichomoří tráví zimy jen menší část populace. Mimo hnízdní období tráví veškerý čas na moři. Živí se zejména rybami, korýši a krilem. Potravu si shání v noci, aby se vyhnul predátorům, ke kterým patří velké druhy chaluh (chaluha velká) a jiných trubkonosých (buřňák obrovský, buřňák Hallův).
Jedná se o malého tmavě hnědého až černého ptáka s výrazným bílým příčným pruhem v oblasti kostřce. Má krátký zobák a dlouhé tmavé nohy s prsty spojenými žlutými blánami. Měří pouze kolem 15–19 cm a dosahuje váhy kolem 35–40 g, což z něj činí vůbec nejmenšího teplokrevného živočicha, který se rozmnožuje v oblasti Antarktidy. Tvoří dlouhodobé monogamní páry. Hnízdí v norách, které si hloubí, nebo pod balvany a skalními římsami. Samice klade pouze jedno velké bílé vejce. Inkubují obě pohlaví po dobu kolem 45 dní. Na vejcích se střídají po cca 2 dnech. Mládě po vyklubání zůstává na hnízdě kolem 60 dní, během kterých jej v noci vykrmují oba rodiče. Po osamostatnění mladý buřníček odlétá na moře. Poprvé se rozmnožuje nejdříve ve 4 letech.
Vzhledem k masivním počtům a rozsáhlému areálu výskytu je druh hodnocen jako málo dotčený, nicméně je ohrožen přeměnou hnízdního habitatu, globálním oteplováním, znečištěním oceánů, nadměrným odlovem krilu a introdukovanými savci (krysy a kočky) na některých ostrovech, kde hnízdí.

## Taxonomie
Druh poprvé popsal v roce 1820 německý přírodovědec Heinrich Kuhl. V angličtině se pták označuje jako Wilson's storm petrel na připomínku skotsko-amerického ornitologa Alexandera Wilsona. To dalo základ dříve používanému českému jménu buřňáček Wilsonův.
Rozeznávají se 3 poddruhy:
- O. o. oceanicus (Kuhl, 1820) – hnízdiště: Crozetovy ostrovy, Heardův ostrov, Kergueleny, Macquarie
- O. o. exasperatus Mathews, 1912 – Jižní Shetlandy, Jižní Georgie a Jižní Sandwichovy ostrovy, Antarktida
- O. o. chilensis Murphy, 1936 – ostrůvky kolem mysu Horn a chilských fjordů, Falklandy

Poddruh maorianus, který byl popsán v 19. století na základě tří odchycený jedinců z novozélandských subantarktických ostrovů, je považován za vyhynulého, od doby popisu nebyl spatřen.

## Popis

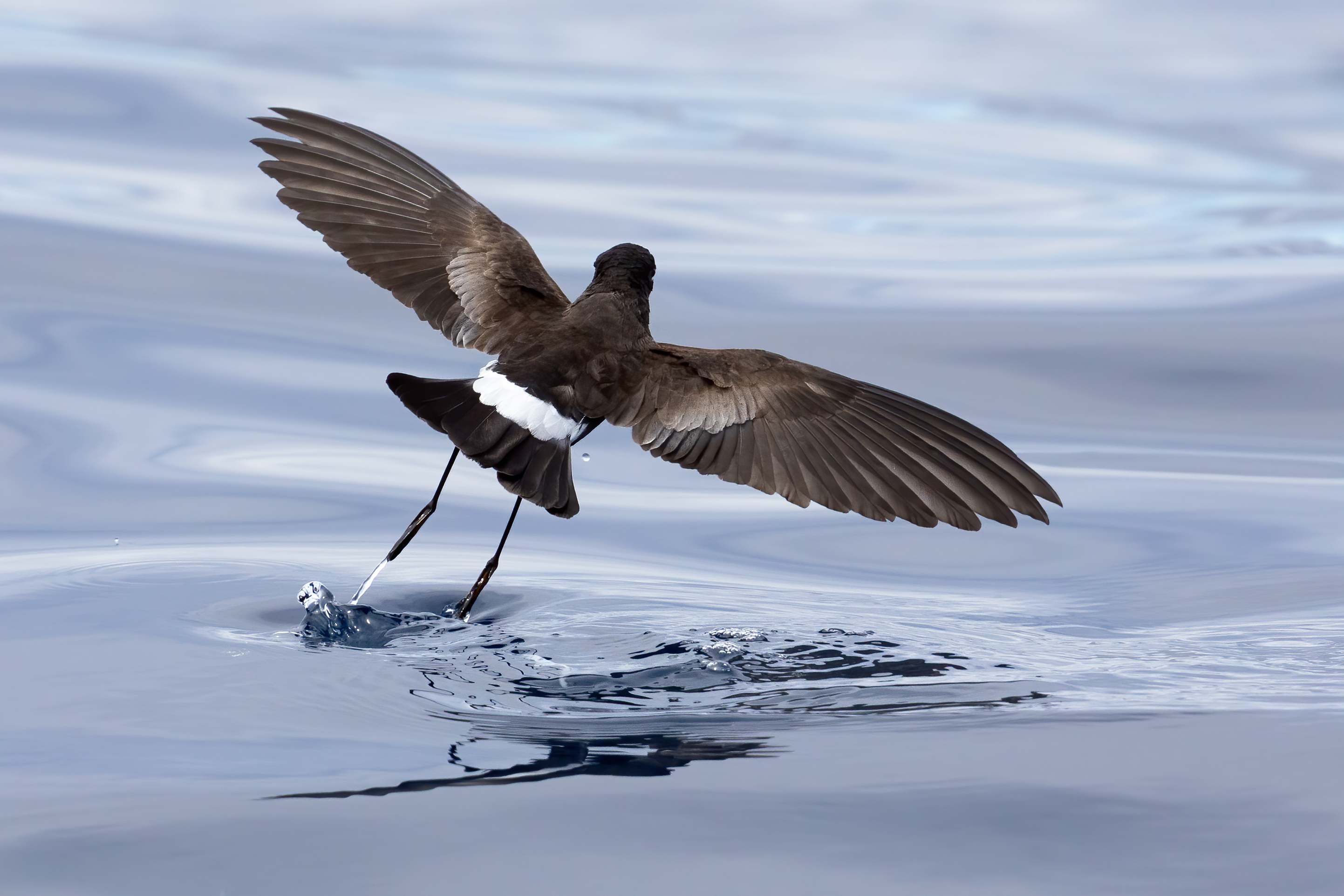
Buřníček žlutonohý s patrným bílým příčným pruhem přes kostřec a boky

Buřníček žlutonohý je malý mořský pták o výšce kolem 15–19 cm, rozpětím křídel 38–42 cm a váhou kolem 35–40 g. Křídla jsou krátká a zakulacená, ocas čtvercový. Nohy jsou velice tenké a natolik dlouhé, že v letu vyčnívají za ocas. Jsou černě zabarvené, prsty jsou spojeny žlutou blánou. U pářících jedinců (4 roky a více) se na bláně objevují černé skvrny.
Samice, samci i juvenilní jsou vzhledově takřka totožní. Hlava a spodní partie jsou černohnědé, letky a ocas bývají o něco tmavší než zbytek těla. Na spodní straně kostřce se nachází výrazný bílý pruh, který pokračuje na svrchní ocasní krovky a přes boky. Přes svrchní stranu loketních letek se táhne příčně zešikmený šedý pruh. Zobák je velmi krátký a černý, na jeho horní straně jsou umístěny výrazné trubkovité nosní dírky. Duhovky jsou tmavě hnědé. Juvenilní jedince lze zblízka rozpoznat podle bílých okrajů per na břiše, avšak při běžném pozorování ptáků na moři je tento znak prakticky nezpozorovatelný.

## Biologie

### Rozmnožování
Jedná se o monogamní ptáky, kteří tvoří dlouholeté páry. K rozmnožování dochází v listopadu a prosinci poté, co se buřníčci navrátí ze svých zimovišť ze severní polokoule. Nezadaní samci postávají u vyhloubených nor, a vokálními projevy vábí samice. Jakmile je k noře přilákána nezadaná samice, dojde ke vzájemnému čištění peří a zásnubním letům v okolí hnízdiště. Ke kopulaci dochází v noře. Po kopulaci samice odlétá na moře, kde se intenzivně krmí po dobu kolem jednoho a půl týdne, aby tak uspokojila energetické nároky na tvorbu velkého vejce.

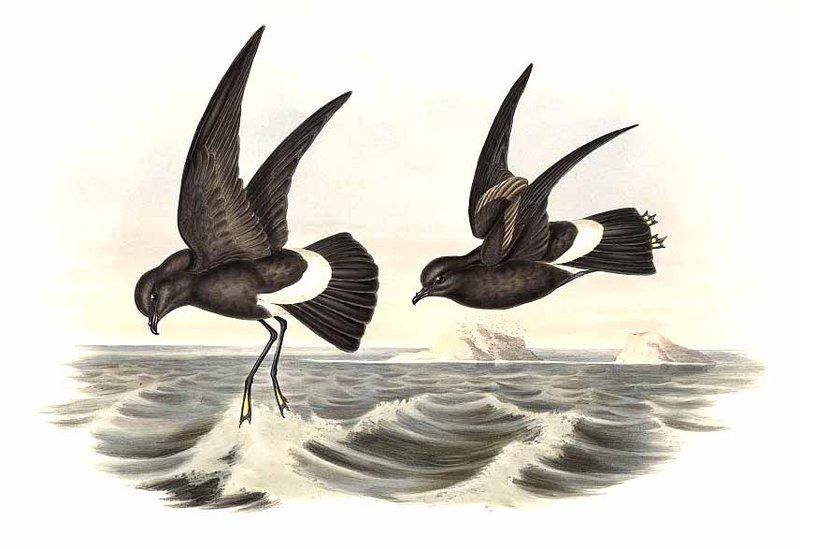
Ilustrace buřníčků žlutonohých (John Gould)

K hnízdění dochází v koloniích na malých ostrovech a skalních útesech v subantarktických a antarktických oblastech na nezaledněném povrchu. Samice klade vejce v prosinci a lednu mezi kameny, pod balvany a skalní převisy, v kořenech stromů, trsech trav či v norách na zamešených pobřežních svazích nebo v norách vulkanického popele, které si buřníčci sami hloubí. V oblastech s dostupným rostlinným materiálem může dojít k tvorbě standardního hnízda šálkovitého tvaru, avšak při nedostatku vegetace jsou vejce kladena do peří nebo přímo na jílovitý či kamenitý povrch. Hnízda mohou být umístěna v nadmořských výškách až 600 m n. m. a občasně i ve vnitrozemí do vzdálenosti 120 km do moře.
Ke kladení vajec dochází v prosinci a lednu. Samice snáší pouze 1 bílé vejce, které je někdy na širším konci nahnědle kropenaté. Rozměry vejce jsou kolem 33×24 mm a váha 10 g. Inkubují samec i samice po dobu kolem 45 dní. Na vejcích se střídají po cca 2 dnech. Vyklubané mládě je pokryto tmavě hnědým prachovým peřím a po narození není schopno se posadit. Samci během hnízdění vehementně brání vstup do nory.

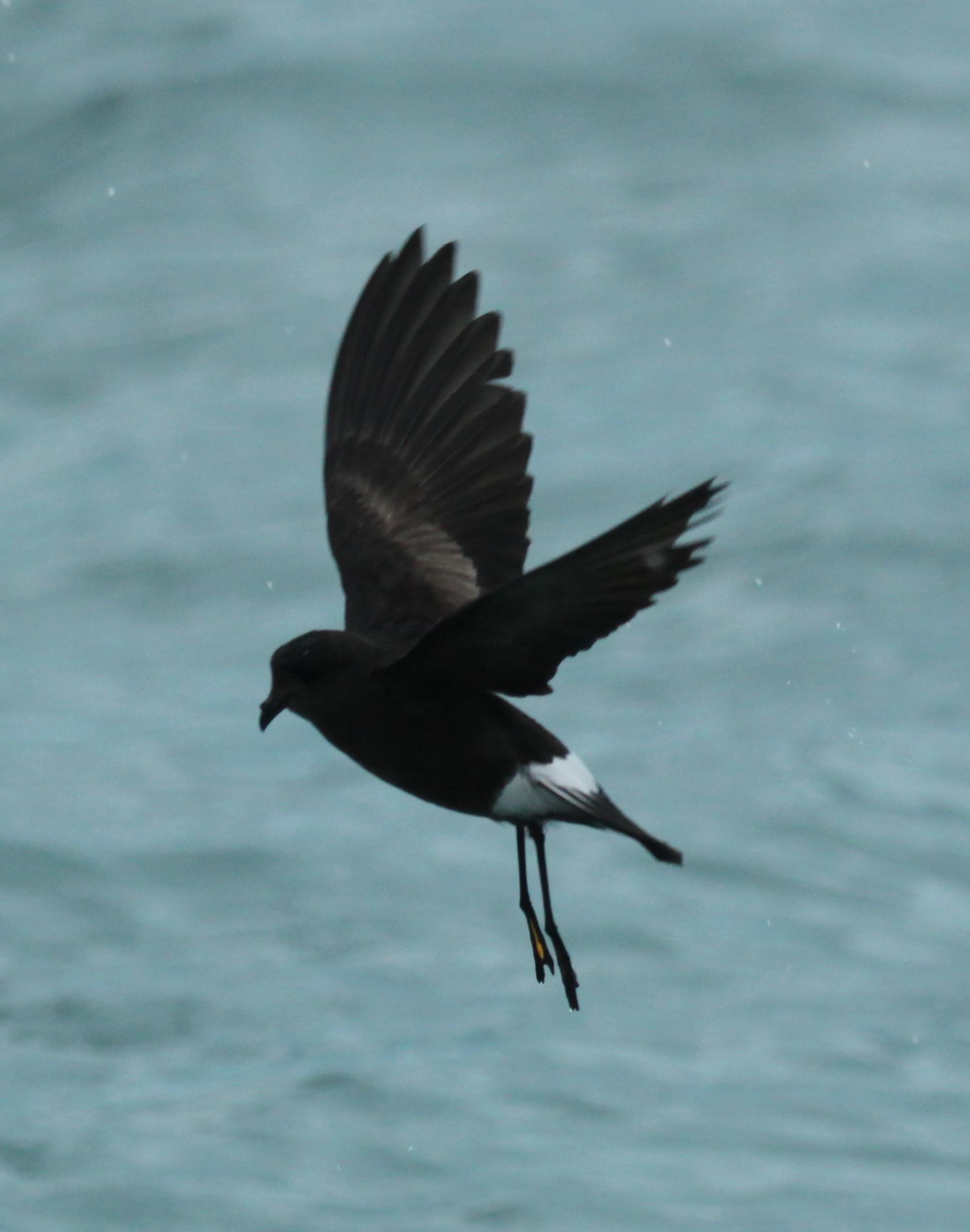
Buřníček žlutonohý v letu

Mládě po vyklubání zůstává na hnízdě kolem 60 dní, během kterých jej v noci vykrmují oba rodiče stejným dílem, zatímco během dne je mládě ponecháno na hnízdě bez dozoru. Osamostatnění mláděte nastává typicky ve druhé polovině března, načež dochází k jeho odletu na moře. První pokusy o roznožování probíhají nejdříve ve 4 letech.
Hnízdní úspěšnost se liší podle environmentálních podmínek a pohybuje se mezi 0–59 %. K nejčastějším příčinám úmrtí mláďat hnízdících v norách patří smrt mláďat přímo v norách (buďto kolaps nory během prudkých dešťů nebo její ucpání sněhem) a nedostatek potravy. Klíčovým smyslem buřníčků je čich, který jim umožňuje v noci rozpoznat své hnízdní nory i partnery.

### Migrace
Někdy od poloviny února do pozdního května nastává migrace buřníčků z hnízdišť na jihu jižní polokoule do teplejších oblastí na severní polokouli. Během tohoto období se buřníčci příliš nepřibližují pevnině a zdržují se hlavně na moři. Soustřeďují se v řadě oblastí a např. podél atlantského pobřeží Spojených států se jedná o nejhojnějšího mořského ptáka.
Buřníčci dokáží umně létat pomocí rychlého třepotavého letu, avšak na moři se nejčastěji přemisťují pomocí klouzavých krouživých pohybů, kdy využívají stoupavé vzdušné proudy podobně jako albatrosi. Během pobytu na moři buřníčci tvoří velká hejna, často s jinými druhy buřníčků a buřňáčků.

### Potrava

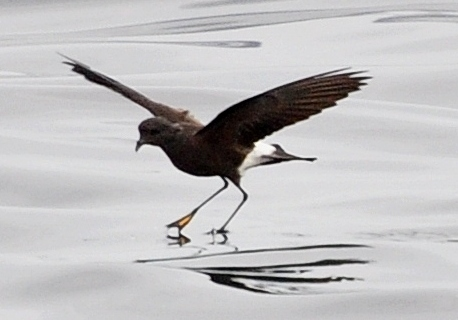
Buřníček žlutonohý při hledání potravy na vodní hladině, kdy hopská po hladině

Ke sbírání potravy dochází hlavně v noci, aby se buřníčci vyhnuli predátorům jako jsou chaluhy a velké druhy racků. V době hnízdění se krmí hlavně korýši, krilem a rybami (např. Pleuragramma antarcticum, Protomyctophum bolini, Protomyctophum normani), avšak do jejich jídelníčku patří i plži, hlavonožci, mnohoštětinatci a různonožci. Nepohrdnou ani mršinami ryb, kytovců nebo mořských želv, ze kterých za letu ukusují kusy masa. Buřníček žlutonohý váží v průměru pouze kolem 40 g, což z něj činí vůbec nejmenšího teplokrevného tvora, který se rozmnožuje v oblasti Antarktidy. Aby buřníčci ustáli extrémní podmínky antarktické oblasti, musí denně spořádat množství potravy představující 120–154 % vlastní biomasy.
Buřníčci často následují rybářské lodě, za kterými se krmí zbytky ryb vhozenými zpět do moře. Někdy pronásledují i kytovce, kteří vyhání kořist buřníčků k vodní hladině. Potravu sbírá tak, že se snese těsně nad hladinu moře a za klouzavého či třepotavého letu „skáče“ nebo „cupitá“ po vodní hladině, kdy jemně ponořuje své prsty do vody a v případě nalezení kořisti ji sebere z hladiny nebo těsně pod ní. Toto ťapání nohou patrně pomáhá buřníčkům udržovat stabilitu nebo se pokouší rozvířit svou kořist. Potravu většinou sbírá nad hlubokými vodami kontinentálního svahu. Další typem sběru potravy je plavání po hladině a sběr potravy ponořením zobáku, případně celé hlavy. Na rozdíl od některých jiných velkých druhů trubkonosých, buřníčci žlutohnědí dokáží díky své malé velikosti a krátkým křídlům sbírat potravu i během silných větrů.

### Vokalizace
Dospělci se projevují hlasitým sípavým nazálním áár áár, ke kterému dochází v době hnízdění. Během pobytu na moři jsou buřníčci většinou tiší, avšak v době krmení ve velkých hejnech někdy vydávají tiché pištící zvuky.
Mláďata se na hnízdě projevují rytmickým nebo dlouhým žebrajícím voláním, skrze které svým rodičům sdělují informaci o své tělesné kondici. V případě, že je jejich váha malá, zvyšují frekvenci a množství dlouhých žebrajících volání a navyšují i frekvenci rytmických zvuků.

### Predátoři
Hlavními predátory buřníčků žlutonohých jsou hlavně velcí ptáci jako je chaluha velká, buřňák obrovský a buřňák Hallův.

## Rozšíření a populace

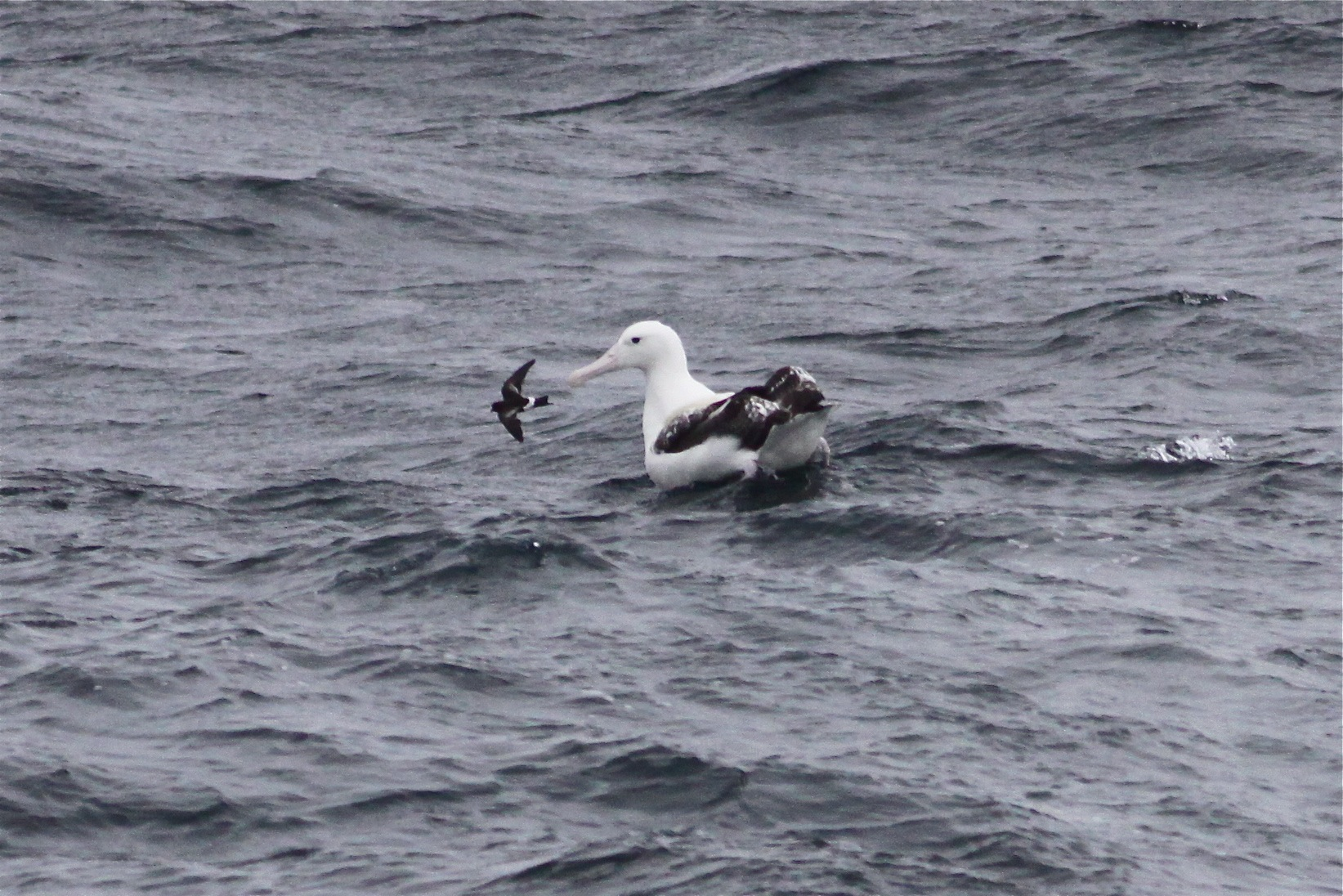
Srovnání velikosti buřníčka žlutonohého a albatrosa stěhovavého

Hnízdiště buřníčků jsou rozšířena na jižní polokouli v subantarktické a antarktické oblasti. Vedle antarktického pobřeží buřníčci hnízdí v oblasti chilských fjordů a kolem mysu Horn, na Crozetových ostrovech, Heardově ostrově, Kerguelenech, Macquarie, Jižních Shetlandech, Jižní Georgii a Jižních Sandwichových ostrovech nebo Falklandách. V létě ptáci podnikají migraci na sever do severních oblastí Indického oceánu a středního Atlantiku. Menší část ptáků migruje i do Tichomoří.
Celkovou populaci je složité odhadnout z důvodu extrémní početnosti druhu i jeho roztroušeným hnízdištím napříč oceány jižní polokoule na těžko přístupných místech. Odhady celkové populace se pohybují mezi 12–30 miliony jedinců, Ian Newton uvádí, že populace může dosahovat až 50 milionů ptáků.

### Výskyt v Česku
V listopadu 2023 byl buřníček žlutonohý poprvé v historii zaznamenán na území Česka. Byl nalezen značně vysílený v Hanušovicích, do Česka jej patrně zanesla bouře nad Atlantikem. Pták uhynul ještě před příjezdem záchranářů ze záchranné stanice v Rudě nad Moravou, díky nim byl ale popsán jako 404. ptačí druh pro Česko.

## Ohrožení a ochrana
Nezvyklé početnosti druh mohl dosáhnout zejména díky svým extrémním hnízdištím umístěným v chladných antarktických oblastech, kde se nevyskytují žádní suchozemští predátoři. Na subantarktických ostrovech však druh mohou ohrožovat introdukovaní predátoři jako jsou krysy a kočky (např. Crozetovy ostrovy, Kergueleny).
K dalším typům ohrožení patří znečištění oceánů a hnízdišť těžkými kovy, pesticidy, plasty i dalším lidským odpadem. Kompetice s komerčním výlovem krilu do budoucna může představovat problém, stejně jako vliv globálního oteplování na hnízdní habitat a potravní dostupnost buřníčků.